# Андронов Віталій Миколайович
Віталій Миколайович Андронов (нар. 3 травня 1972, м. Київ) — український гандболіст, тренер з гандболу. Майстер спорту СРСР, майстер спорту міжнародного класу. Чотириразовий чемпіон України (1992, 1996, 1997, 2006), фіналіст Кубка ЄГФ (1996, 2003), учасник Ліги чемпіонів ЄГФ (1996—1997).

## Освіта
- В 1989 році закінчив відділення гандболу Київського спортивного ліцею-інтернату;
- В 1998 році закінчив Донецький державний інститут здоров'я, фізичного виховання і спорту за спеціальністю фізичне виховання і спорт;
- 2015 р. — підвищення кваліфікації в НУФВСУ.

## Ігрова кар'єра
- 1992—1994 рр. грав за київську команду ЦСКА;
- 1996—1998 рр. — «Шахтар-Академія» (Донецьк);
- 1999—2006 рр. — «Динамо-Лукойл» (Астрахань, Російська Федерація)
- 2006 р. — «Портовик» (Южне);
- 1991—2003 рр. — гравець збірної України.

## Тренерська кар'єра
- 2006—2011 — «Портовик» (Южне)
- 2008—2009 — Молодіжна збірна України з гандболу;
- 2011—2012 — «Кіровчанка» (Санкт-Петербург, Російська Федерація);
- 2014—2018 — Чоловіча збірна України з гандболу;
- 2019 — «Галичанка» (Львів);
- 2019—2020 — ZTR (Запоріжжя);
- 2020— н. ч. — «Галичанка» (Львів)[1];
- 2021—2024 — Жіноча збірна України з гандболу[2][3].